# Норисринг

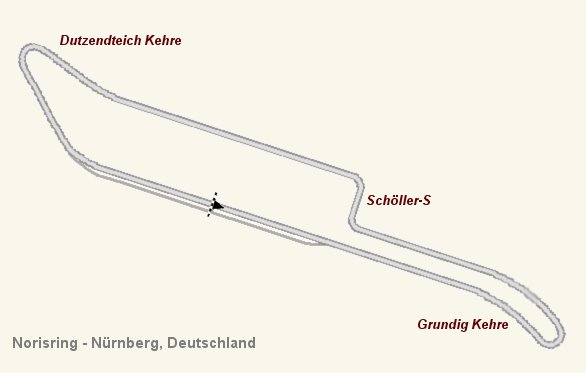
(586 × 373 pixels, file size: 18 KB, MIME type: image/jpeg)

Норисринг (нім.-Norisring) — вулична гоночна траса в німецькому місті Нюрнберг. Відкрита у 1947 році на славнозвісному в Німеччині Полі Цеппеліна, де свого часу нацистська верхівка країни проводила свої паради та марші.
| Назва                  | Norisring                       |
| Місце розташування     | Нюрнберг, Німеччина             |
| Географічні координати | 49°25′53″ с. ш. 11°07′30″ в. д. |
| Головні події          | ДТМ (DTM)                       |
| Довжина кола           | 2 300м                          |
| К-сть поворотів        | 8                               |

#### Історія
З 1950 року трасу почали називати Норисринг, для того, щоб запобігти плутанині із легендарним Нюрбургрингом. Спочатку її використовували для мотоциклетних перегонів, оскільки в місті були сконцентровані підприємства мотопромисловості.
З 1960 року тут проводять свої перегони і спортивні кузовні автомобілі.
Довжина міської траси становить 2 300 метрів. На трасі 8 поворотів, які становлять 3 комплекси — 2 шпильки і s-подібну зв'язку на задній прямій. Рух проводиться проти годинникової стрілки.
Основу траси становить 360-ти метрова кам'яна трибуна (Steintribune), яка відома з часів нацистських парадів. Навколо неї і прокладена траґса. ЇЇ довжину неодноразово змінювали від 2-х до 4-х кілометрів аж до 1972 року, коли вона отримала свою нинішню версію. У 2005 році кам'яну трибуну і розташовану навпроти трибуну Цеппеліна з'єднали підземним переходом. На трасі проводилися безліч різноманітних змагань національних та міжнародних чемпіонатів. Найвідомішим з них є німецький кузовнний чемпіонат DTM (попередником був DRM) та чемпіонат світу на витривалість.
Траса є досить цікавою та небезпечною для перегонів (проводяться в основному в третій декаді червня), навіть незважаючи на її просту конфігурацію, і її відвідує значна кількість глядачів. Через свої вуличні особливості та небувалу цікавість до автоспортивних заходів на ній, Норисринг називають Німецьким Монако.[джерело?]
Шпильки (Grundigkehre — названа на честь розташованої поряд споруди Grundig Tower — та Dutzendteichkehre — на честь озера Dutzendteich, розташованого поблизу) з поворотами потребують великої уваги та концентрації при гальмуванні, збільшуюючи суттєво навантаження на гальма. Зв'язка Schöller обмежена трибунами і не має зони вильоту, на виході з неї гонщики стрімко виїжджають на бетонні плити тротуару, а при надто високій швидкості автомобіль втрачає щеплення з асфальтним покриттям траси і влітає правою стороною в стіну. Цю стіну називають «Стіною», порівнюючи її з аналогічною «Стіною чемпіонів» на трасі Ф1 в Монреалі.
Перегони на міській трасі майже завжди супроводжують додаткові негоночні заходи, як от виступи популярних музичних гуртів.
Ця стіна пам'ятає і трагічні сторінки своєї історії. В 1971 році мексиканський пілот Педро Родрігес на Ferrari 512, врізався в стіну та загинув у вогні свого автомобіля.

#### 200 миль Норисрингу
З 1967 по 1989 роки на Норисринзі проводилися перегони на витривалість 200 миль Норісрингу. Ініціатором перегонів стала ADAC. Зовсім швидко ці перегони увійшли у Інтерсерію, де брали участь різноманітні спорткари.
В 1973 році DRM провів 100 км. (62 милі) перегони, а в наступному році перейняв від Інтерсерії 200-т мильний (320 км) формат. Оскільки у DRM брали участь повільніші автомобілі Гран Туризмо і турингу, тож перегони проводилися окремо для кожного з класів учасників, що в сумі давало 200миль. З переходом DRM на регламент Групи C, почали проводити одні 200 мильні змагання. Після припинення існування DRM, перегони в 1986-87 роках були включені в календар Чемпіонату Світу серед Спортпрототипів і стала найкоротшою гонкою в ЧС у порівнянні із найдовшою — 24 години Ле-Мана.
Суперкубок, який був наступником DRM, також почав тут проводити свої перегони водночас із ЧС Спортпрототипів, в 1987 році вони обрали коротший варіант перегонів підтримки, а 1988 і 1989 року провели самостійно повну довжину траси, оскільки ЧС Спортпрототипів відмовився від Норисрингу.
ДТМ провів у 1984 році свої перші перегони, а 1987 року знову повернувся на міську трасу. З 1988 року проводив дві 100 кілометрові змагання, до свого краху в 1996 році, після чого сюди навідувався STW, а з 2000 року відновлений ДТМ.

### Переможці 200 миль Норисрингу
| Рік                | Гонщик(и)                    | Команда                      | Автомобіль              | Серія                   |               |
| 3,9 км кільце      | 3,9 км кільце                | 3,9 км кільце                | 3,9 км кільце           | 3,9 км кільце           | 3,9 км кільце |
| ------------------ | ---------------------------- | ---------------------------- | ----------------------- | ----------------------- | ------------- |
| 1967               | Франк Гарднер                | Sid Taylor                   | Lola T70 Mk.3-Chevrolet | не входила в чемпіонати |               |
| 1968               | Девід Пайпер                 | Piper Racing                 | Ferrari 330 P3/4        | не входила в чемпіонати |               |
| 1969               | Брайан Редман                | Sid Taylor                   | Lola T70 Mk.3-Chevrolet | не входила в чемпіонати |               |
| 1970               | Юрген Нойхауз                | Gesipa Racing Team           | Porsche 917K            | Інтерсерія              |               |
| 1971               | Кріс Крафт                   | Ecurie Evergreen             | McLaren M8E-Chevrolet   | Інтерсерія              |               |
| 2,3 км кольцо      |                              |                              |                         |                         |               |
| 1972               | Лео Киннунен                 | AAW Racing Team              | Porsche 917/10 TC       | Інтерсерія              |               |
| 1973               | Лео Кіннунен                 | AAW Racing Team              | Porsche 917/10 TC       | Інтерсерія              |               |
| 1974               | Ханс-Йоахим Штук             | BMW Motorsport GmbH          | BMW 3.0 CSL             | DRM (Дивізіон1)         |               |
| Дитер Глемстер     | Castrol Team Zakspeed        | Ford Escort                  | DRM (Дивізіон 2)        |                         |               |
| 1975               | Йохен Масс                   | Ford Werke AG                | Ford Capri RS 3100      | DRM (Дивізіон 1)        |               |
| Йорг Обермозер     | Warsteiner GS-Tuning         | BMW 2002                     | DRM (Дивізіон 2)        |                         |               |
| 1976               | Боб Уоллек                   | Vaillant Kremer Racing       | Porsche 934             | DRM (Дивізіон 1)        |               |
| Клаус Людвіг       | Europa Möbel Team Zakspeed   | Ford Escort II               | DRM (Дивізіон 2)        |                         |               |
| 1977               | Рольф Штоммелен              | Gelo Racing                  | Porsche 935             | DRM (Дивізіон 1)        |               |
| Едді Чівер         | BMW Junior Team              | BMW 320                      | DRM (Дивізіон 2)        |                         |               |
| 1978               | Манфред Шурті                | Jägermeister Max Moritz Team | Porsche 935/77A         | DRM (Дивізіон 1)        |               |
| Харальд Ертль      | Sachs Sporting               | BMW 320 Turbo                | DRM (Дивізіон 2)        |                         |               |
| 1979               | Клаус Людвиг                 | Porsche Kremer Racing        | Porsche 935 K3          | DRM (Дивізіон 1)        |               |
| Манфред Вінкельхок | Rodenstock Würth Team        | BMW 320 Turbo                | DRM (Дивізіон 2)        |                         |               |
| 1980               | Джон Фіцпатрік               | Dick Barbour Racing          | Porsche 935 K3/80       | DRM (Дивізіон 1)        |               |
| Харальд Ертль      | Sachs Sporting               | Ford Capri Turbo             | DRM (Дивізіон 2)        |                         |               |
| 1981               | Ханс-Йоахім Штук             | Team Schnitzer               | BMW M1 Turbo            | DRM (Дивізіон 1)        |               |
| Ханс Хейєр         | Team GS-Sport                | Lancia Monte Carlo Turbo     | DRM (Дивізіон 2)        |                         |               |
| 1982               | Йохен Масс                   | Rothmans Porsche             | Porsche 956             | DRM                     |               |
| 1983               | Боб Уоллек                   | Warsteiner Joest Racing      | Porsche 956             | DRM                     |               |
| 1984               | Тьєррі Бутсен                | Джон Фіцпатрік Racing        | Porsche 956B            | DRM                     |               |
| 1985               | Штефан Белофф                | Brun Motorsport              | Porsche 956B            | DRM                     |               |
| 1986               | Клаус Людвіг                 | Blaupunkt Joest Racing       | Porsche 956B            | WSPC & Суперкубок       |               |
| 1987               | Джонатан Палмер Мауро Бальді | Liqui Moly Equipe            | Porsche 962C GTi        | WSPC & Суперкубок       |               |
| 1988               | Жан-Луї Шлессер              | Team Sauber Mercedes         | Sauber C9-Mercedes      | Суперкубок              |               |
| 1989               | Франк Желински               | Joest Racing                 | Porsche 962C            | Суперкубок              |               |